# Estación Saladillo
Saladillo es una estación ferroviaria ubicada en la ciudad del mismo nombre, en el partido homónimo, Provincia de Buenos Aires, Argentina.

## Servicios
No presta servicios de pasajeros desde el 13 de julio de 2018. Es una estación del ramal perteneciente al Ferrocarril General Roca, desde la estación Cañuelas hasta la estación Olavarría. Sus vías están concesionadas a la empresa privada de cargas Ferrosur Roca.

## Historia
La estación fue inaugurada el 21 de septiembre de 1884 por la compañía Ferrocarril Oeste de Buenos Aires y en presencia del gobernador Dardo Rocha.
El 28 de junio de 2003 la Revista Rieles, organizó un tren solidario a esta estación a cargo de una locomotora General Motors GT22CW-2 A910 de la empresa Metropolitano y 3 coches de la empresa Ferrobaires, siendo el cuarto tren solidario.